# Дельтасубані
Дельтасубані (груз. დელტასუბანი) — село в Грузії.
За даними перепису населення 2014 року в селі проживає 482 особи.